# Rádio Sousa FM
Rádio Sousa FM ou 104 FM é uma emissora de rádio sousense do Grupo Tico Coura, um conglomerado de empresas locais, que reúne a Pró Campo, a Papirossauros e o posto Tico e Teca.
É uma das rádios mais ouvidas e acessadas da cidade e também do estado, ficando em segundo lugar no ranking estadual.
Sua programação é formada por programas jornalísticos, de música variada e de cobertura esportiva.